# العلاقات البنينية الكرواتية
العلاقات البنينية الكرواتية هي العلاقات الثنائية التي تجمع بين بنين وكرواتيا.

## مقارنة بين البلدين
هذه مقارنة عامة ومرجعية للدولتين:
| وجه المقارنة                                              | بنين            | كرواتيا                                                  |
| --------------------------------------------------------- | --------------- | -------------------------------------------------------- |
| المساحة (كم2)                                             | 114.76 ألف      | 56.59 ألف                                                |
| عدد السكان (نسمة)                                         | 11.18 مليون     | 4.11 مليون                                               |
| الكثافة السكانية (ن./كم²)                                 | 97.42           | 72.63                                                    |
| العاصمة                                                   | بورتو نوفو      | زغرب                                                     |
| اللغة الرسمية                                             | لغة فرنسية      | اللغة الكرواتية                                          |
| العملة                                                    | فرنك غرب أفريقي | كونا كرواتية                                             |
| الناتج المحلي الإجمالي (بليون دولار)                      | 9.27 مليار      | 54.85 مليار                                              |
| الناتج المحلي الإجمالي (تعادل القوة الشرائية) بليون دولار | 22.38 مليار     | 94.64 مليار                                              |
| الناتج المحلي الإجمالي الاسمي للفرد دولار أمريكي          | 762             | 11.54 ألف                                                |
| الناتج المحلي الإجمالي للفرد دولار أمريكي                 | 2.03 ألف        | 21.64 ألف                                                |
| مؤشر التنمية البشرية                                      | 0.480           | 0.818                                                    |
| رمز المكالمات الدولي                                      | +229            | +385                                                     |
| رمز الإنترنت                                              | .bj             | .hr                                                      |
| المنطقة الزمنية                                           | ت ع م+01:00     | توقيت وسط أوروبا، ت ع م+01:00، ت ع م+02:00، أوروبا/زغرب ‏ |

## منظمات دولية مشتركة
يشترك البلدان في عضوية مجموعة من المنظمات الدولية، منها:
| علم المنظمة | اسم المنظمة                               | تاريخ انضمام بنين | تاريخ انضمام كرواتيا |
| ----------- | ----------------------------------------- | ----------------- | -------------------- |
|             | مؤسسة التنمية الدولية                     | 16 سبتمبر 1963    | 25 فبراير 1993       |
|             | يونسكو                                    | 18 أكتوبر 1960    | 1 يونيو 1992         |
|             | وكالة ضمان الاستثمار متعدد الأطراف        | 26 سبتمبر 1994    | 19 مارس 1993         |
|             | الأمم المتحدة                             | 20 سبتمبر 1960    | 22 مايو 1992         |
|             | الاتحاد البريدي العالمي                   | ?                 | ?                    |
|             | البنك الدولي للإنشاء والتعمير             | 10 يوليو 1963     | 25 فبراير 1993       |
|             | الاتحاد الدولي للاتصالات                  | 1961              | 3 يونيو 1992         |
|             | منظمة حظر الأسلحة الكيميائية              | ?                 | ?                    |
|             | مؤسسة التمويل الدولية                     | 5 فبراير 1987     | 25 فبراير 1993       |
|             | المركز الدولي لتسوية المنازعات الاستشارية | 14 أكتوبر 1966    | 22 أكتوبر 1998       |
|             | منظمة التجارة العالمية                    | ?                 | ?                    |
|             | منظمة الشرطة الجنائية الدولية             | ?                 | ?                    |

## وصلات خارجية
- موقع وزارة الخارجية البنينية
- موقع وزارة الخارجية الكرواتية